# Siedlec (Wrocław)

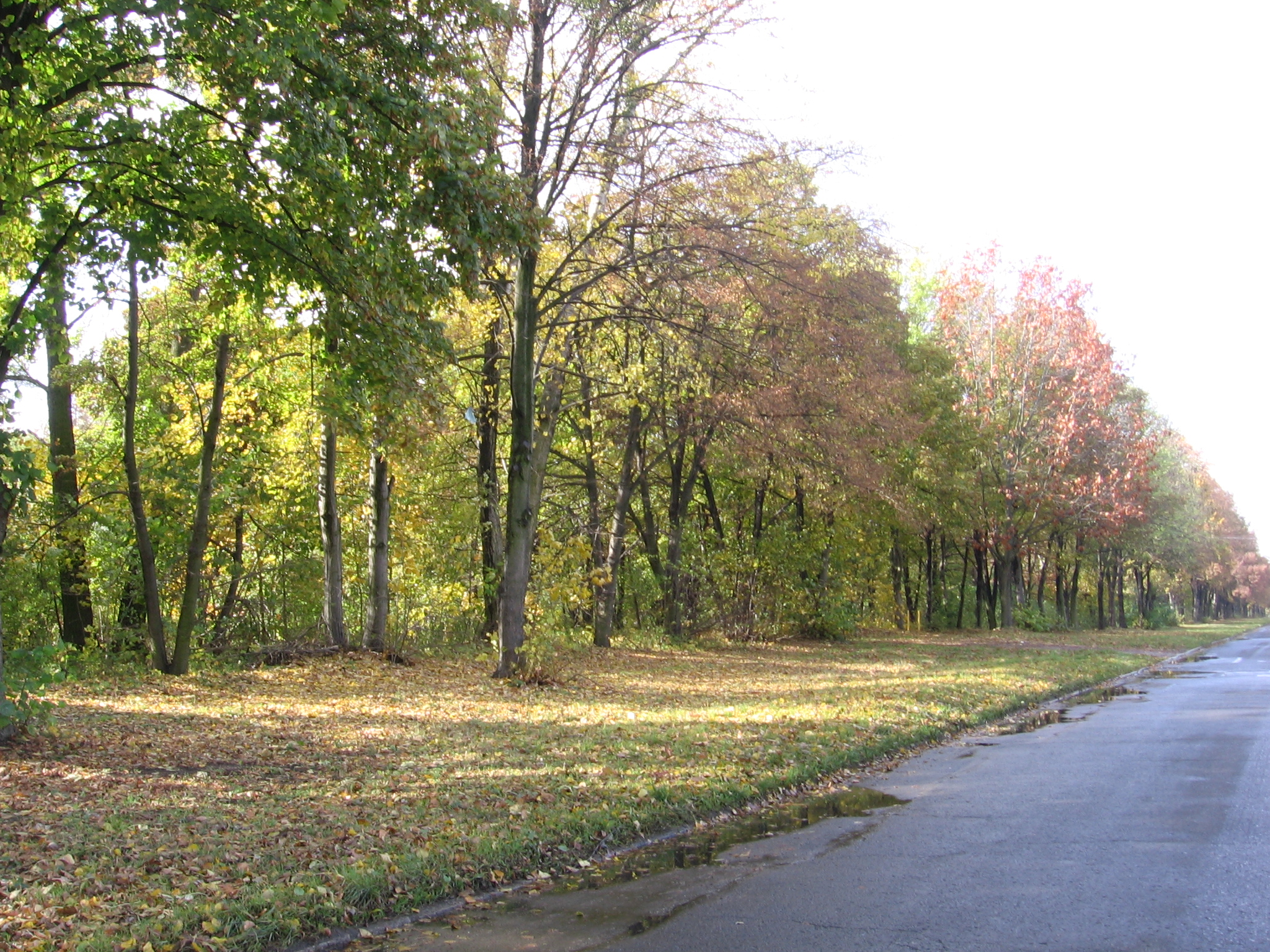
Siedlec: Las Rakowiecki

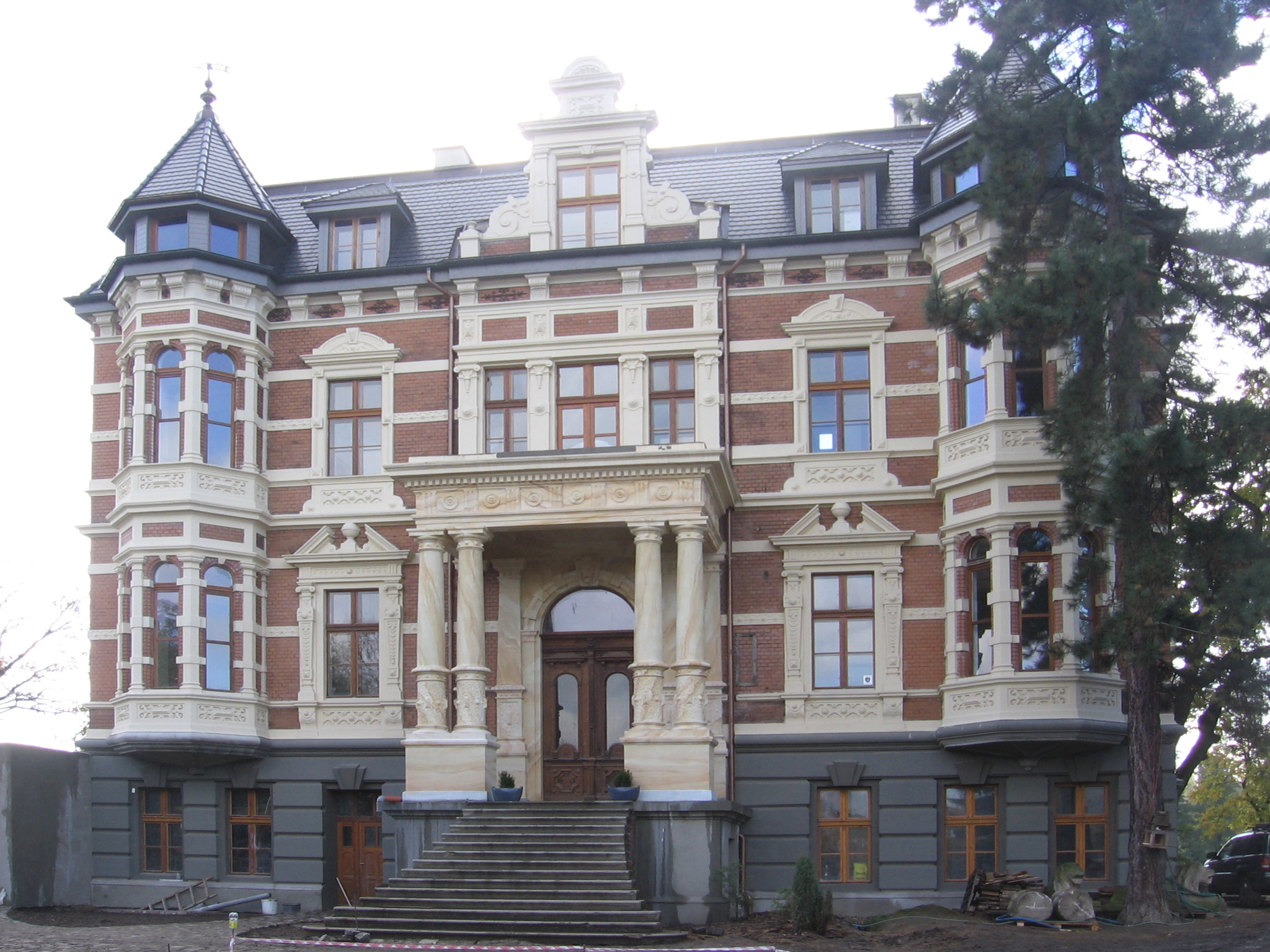
Siedlec: budynek przy ul. Międzyrzeckiej 3

Siedlec (niem. Zedlitz) – niewielkie osiedle we wschodniej części Wrocławia, na prawym brzegu Oławy, w międzyrzeczu Odry i Oławy, w dawnej dzielnicy Krzyki. Od Bierdzan oddziela je na północnym wschodzie ulica Międzyrzecka, od Rakowca na północy – ulica Na Niskich Łąkach; na południu do sąsiadującego z Siedlcem Wilczego Kąta prowadzi Kładka Siedlecka przerzucona nad rozdzielającą je rzeką Oławą. W centrum Siedlca znajduje się Las Rakowiecki.
Wieś wzmiankowana w 1341 (jedenaście lat wcześniej rada miejska Wrocławia zakupiła młyn na rzece Oławie należący do majątku Siedlec), miała 6 łanów; najpierw w rękach prywatnych, później należała do klasztoru św. Wincentego. W 1795 znajdował się tu folwark, dwór i domek myśliwski. Po kasacie w 1810 ponownie własność prywatna, w 1845 było tu 73 mieszkańców w 7 domach i kuźnia. Na jej miejscu znajduje się dziś warsztat szkutniczy. Osiedle zostało włączone do miasta Wrocławia w 1904 roku.
Do 1945 osiedle nosiło niem. nazwę Zedlitz, krótko po II wojnie światowej – Siedlice.